# 罗哈奇克河
罗哈奇克河（烏克蘭語：Рогачик），是烏克蘭南部的河流，屬於第聶伯河的支流。該河發源自上罗哈奇克，流經赫爾松州的卡霍夫卡區，河道全長24公里。